# Sagalassos

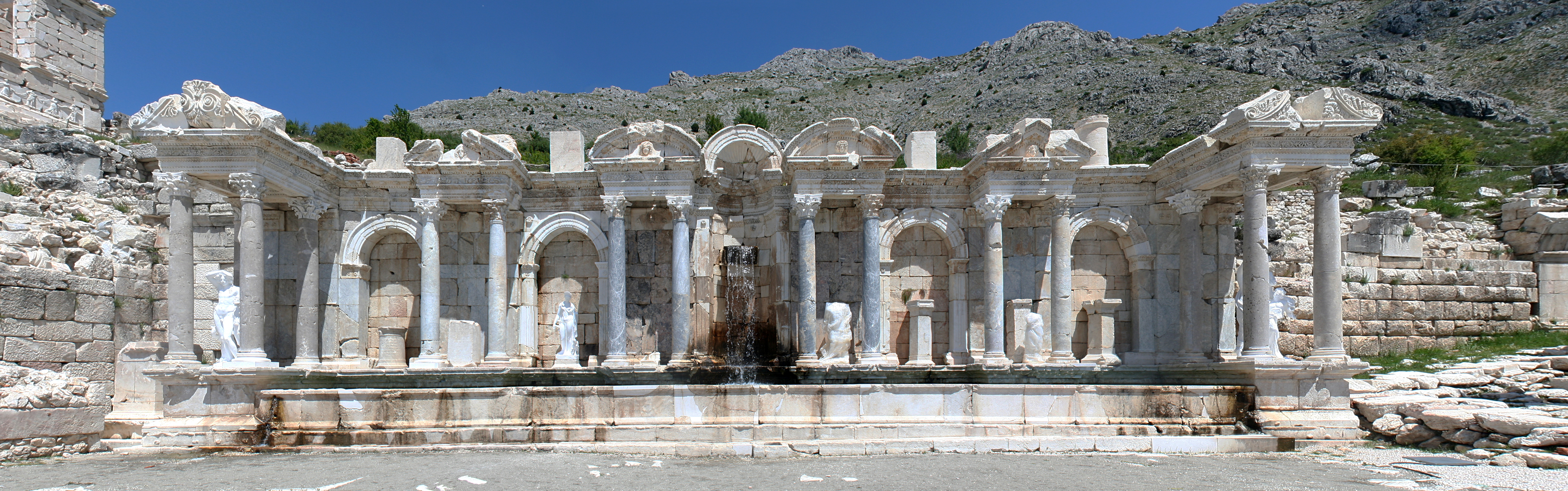
Sagalassos - Nymphaeum

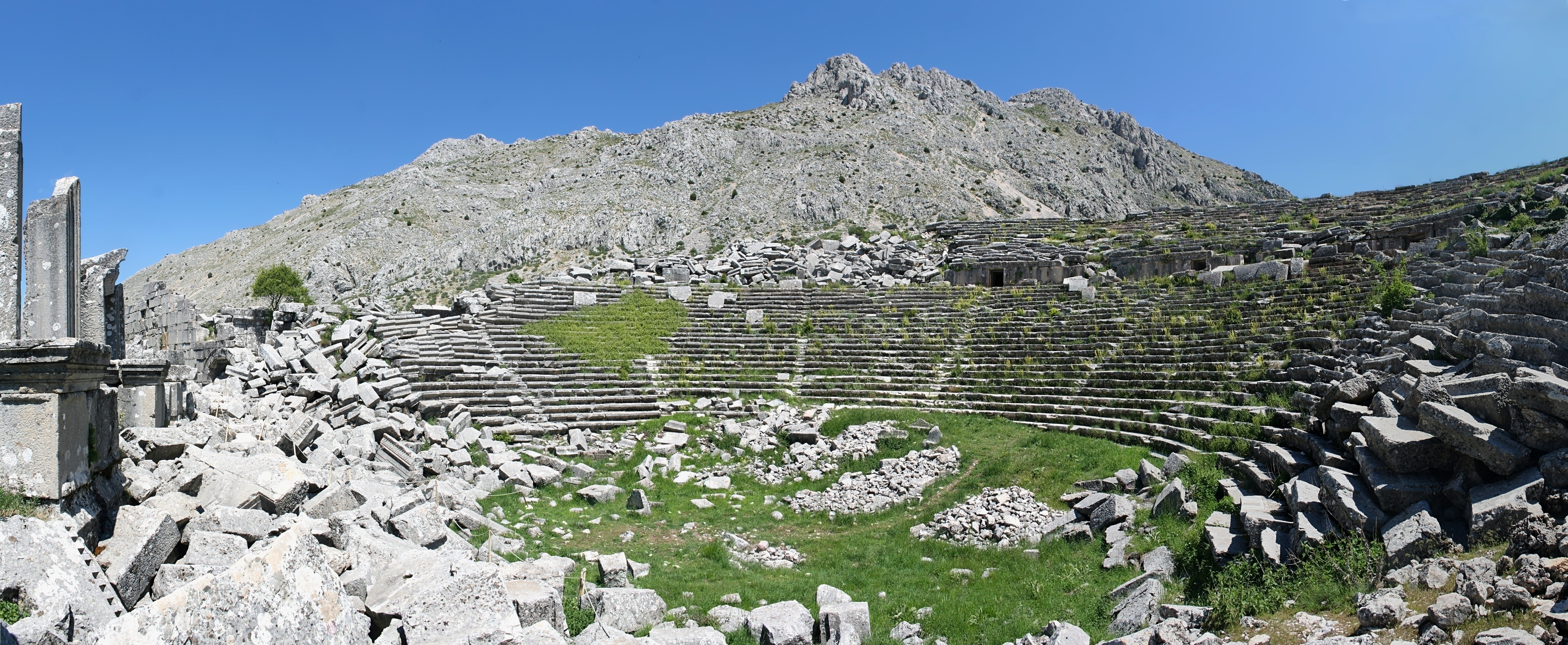
Sagalassos - Theatre

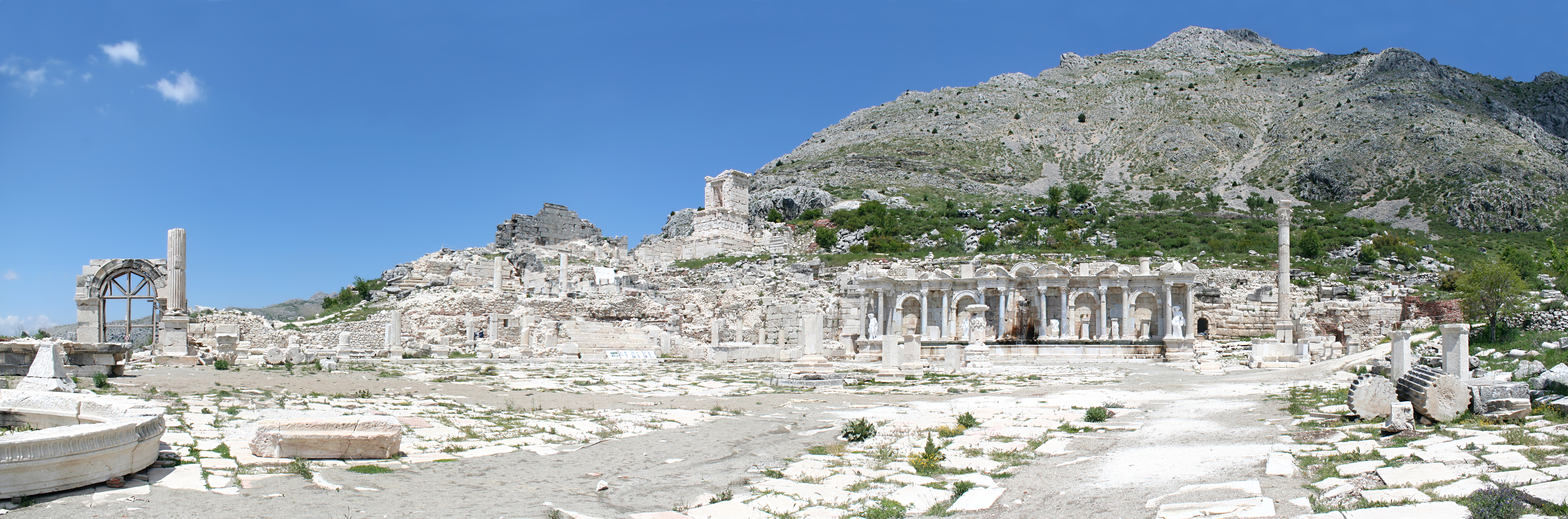
Sagalassos - Agora